# Molecular Plant Pathology
Molecular Plant Pathology – międzynarodowe, recenzowane czasopismo naukowe publikujące w dziedzinie fitopatologii.
Pismo jest wydawane przez John Wiley & Sons i redagowane przez British Society for Plant Pathology. Ukazuje się 9 razy w roku. Obejmuje ono tematyką aspekty molekularne chorób roślin wywoływanych przez fitoplazmy, wirusy, bakterie, grzyby, lęgniowce, nicienie, owady, rośliny pasożytnicze i inne organizmy.
W 2015 impact factor pisma wynosił 4,724. W 2014 zajęło 16 miejsce w rankingu ISI Journal Citation Reports w dziedzinie nauk o roślinach.
ISSN:1364-3703, OCLC: 44706841